# Monumento a Dante Alighieri (Firenze)
Il Monumento a Dante Alighieri si trova a Firenze, in piazza Santa Croce. Scolpito da Enrico Pazzi nel 1865 in occasione delle trionfali celebrazioni per il seicentenario dantesco, che coincisero col primo anno di Firenze Capitale. 

## Storia

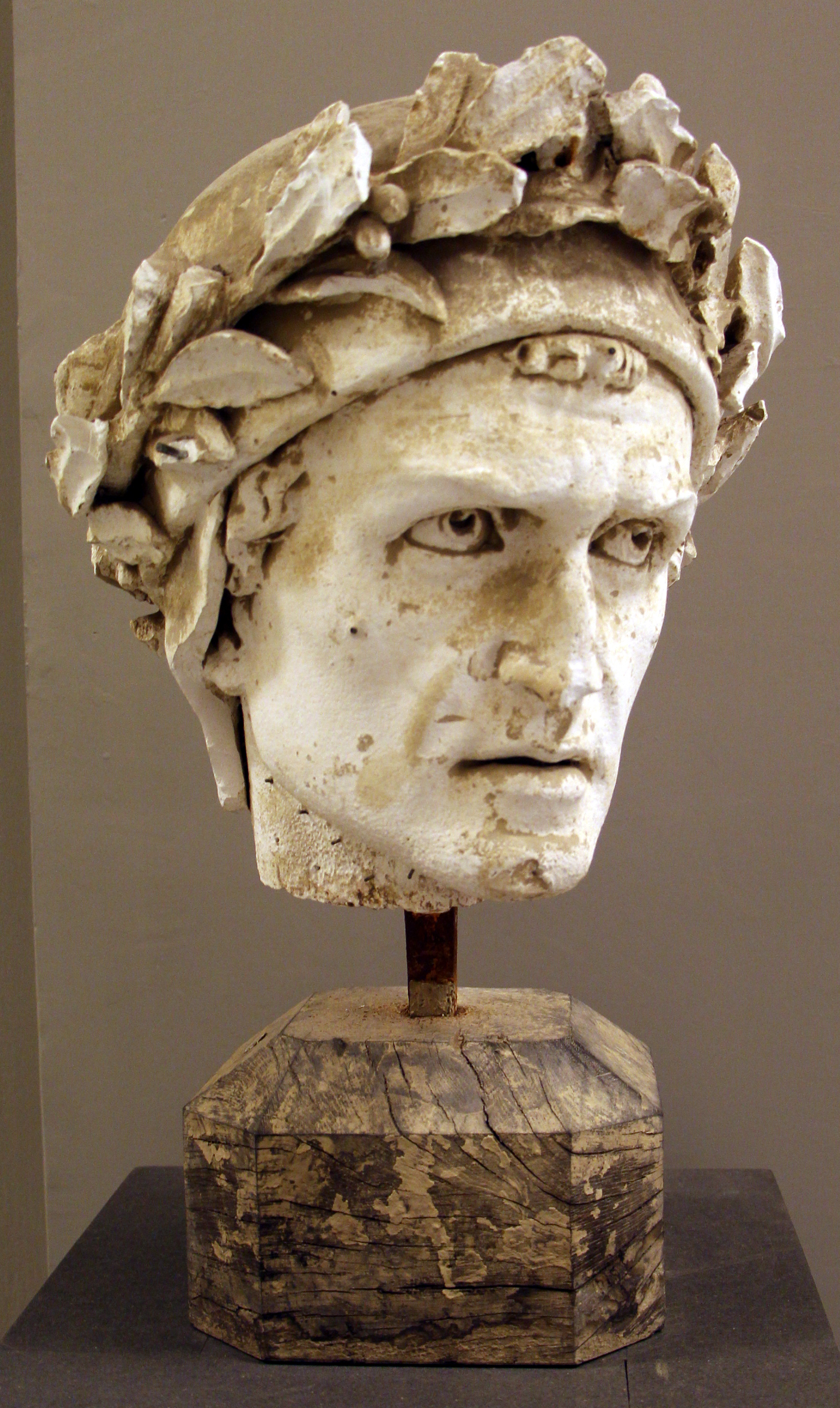
Modello in gesso della testa (BNCF)

Il monumento ebbe complessa gestazione. Sappiamo dell'esposizione del bozzetto fin dal 1856, anni nei quali l'atteggiamento di sdegno attribuito al volto del Poeta aveva chiaro riferimento alla servitù dell'Italia nei confronti della dominazione straniera. Nel 1857 si costituì - guardando più che al valore artistico dell'opera ai valori patriottici che questa esprimeva - un Comitato nazionale che avviò una sottoscrizione pubblica per la realizzazione del monumento, con lo scopo di farne dono al Comune di Firenze affinché fosse collocato in una pubblica piazza, come "espiazione dell'esilio dato al grande poeta dai suoi cittadini". Raccolta la somma (tra i sottoscrittori Giuseppe Verdi, Alessandro Manzoni, Bettino Ricasoli e Giosuè Carducci) ed eseguita la statua, il consiglio comunale, dopo una prima ipotesi che l'avrebbe vista collocare in piazza Vecchia di Santa Maria Novella (attuale piazza dell'Unità Italiana), deliberò di collocarla al centro della piazza di Santa Croce, in rapporto diretto con la basilica, "Pantheon delle glorie italiane". 
Lo stesso municipio fiorentino si fece carico delle spese relative al complesso basamento, realizzato su progetto di Emilio De Fabris con la collaborazione dell'architetto Luigi Del Sarto. 

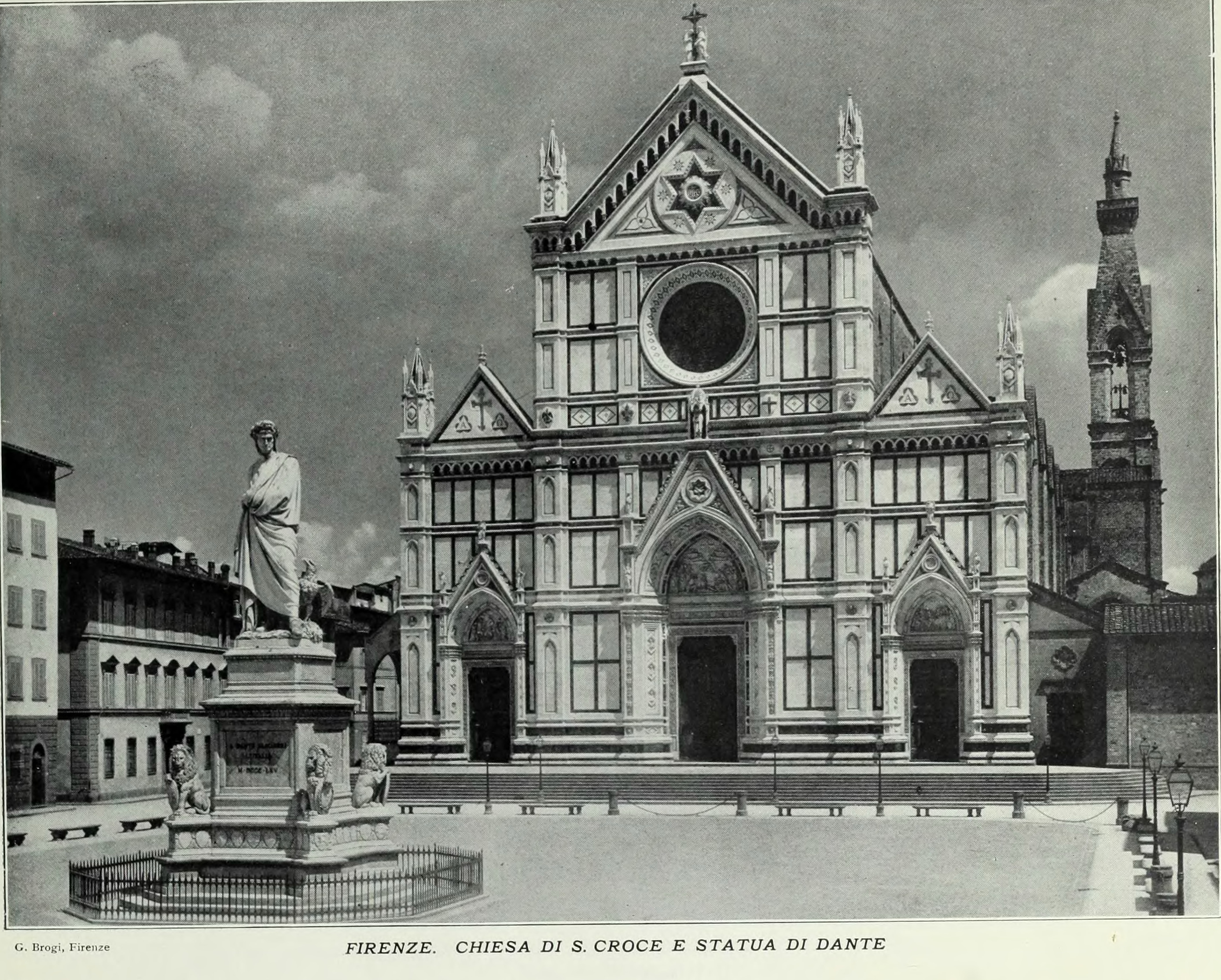
Il monumento al centro della piazza (foto di Giacomo Brogi)

La scultura fu inaugurata con grande concorso di folla e alla presenza del re Vittorio Emanuele II il 14 maggio 1865, in occasione del sesto centenario della nascita del poeta - coincidente con il primo anno di Firenze Capitale (1865-1871) - nell'ambito di un nutrito programma di eventi volti a celebrare l'Alighieri. 
Nel 1921 (come peraltro risulta da un disegno conservato presso l'Archivio storico del Comune di Firenze) si data un progetto di Ezio Zalaffi che, in occasione del sesto centenario della morte del poeta, previde la sistemazione a prato della piazza, con quattro grandi aiuole a fare da cornice al monumento, contornato da cipressetti in memoria dei fiorentini caduti in guerra e decorati di medaglia d'oro al Valor Militare. Ai primi anni sessanta risale poi la realizzazione di nuove panche e di nuovi paracarri a delimitare le carreggiate dalla zona interna della piazza, a riprendere una sistemazione voluta nel Settecento da Pietro Leopoldo di Lorena. 
Attorno al 1964, rimossi da tempo i cipressi, la piazza fu adibita a parcheggio di autoveicoli, suscitando varie critiche che portarono a definire da parte del Comune una ipotesi di trasferimento del monumento in altro luogo per restituire la piazza a cerimonie e feste pubbliche, compreso il gioco del calcio storico. 

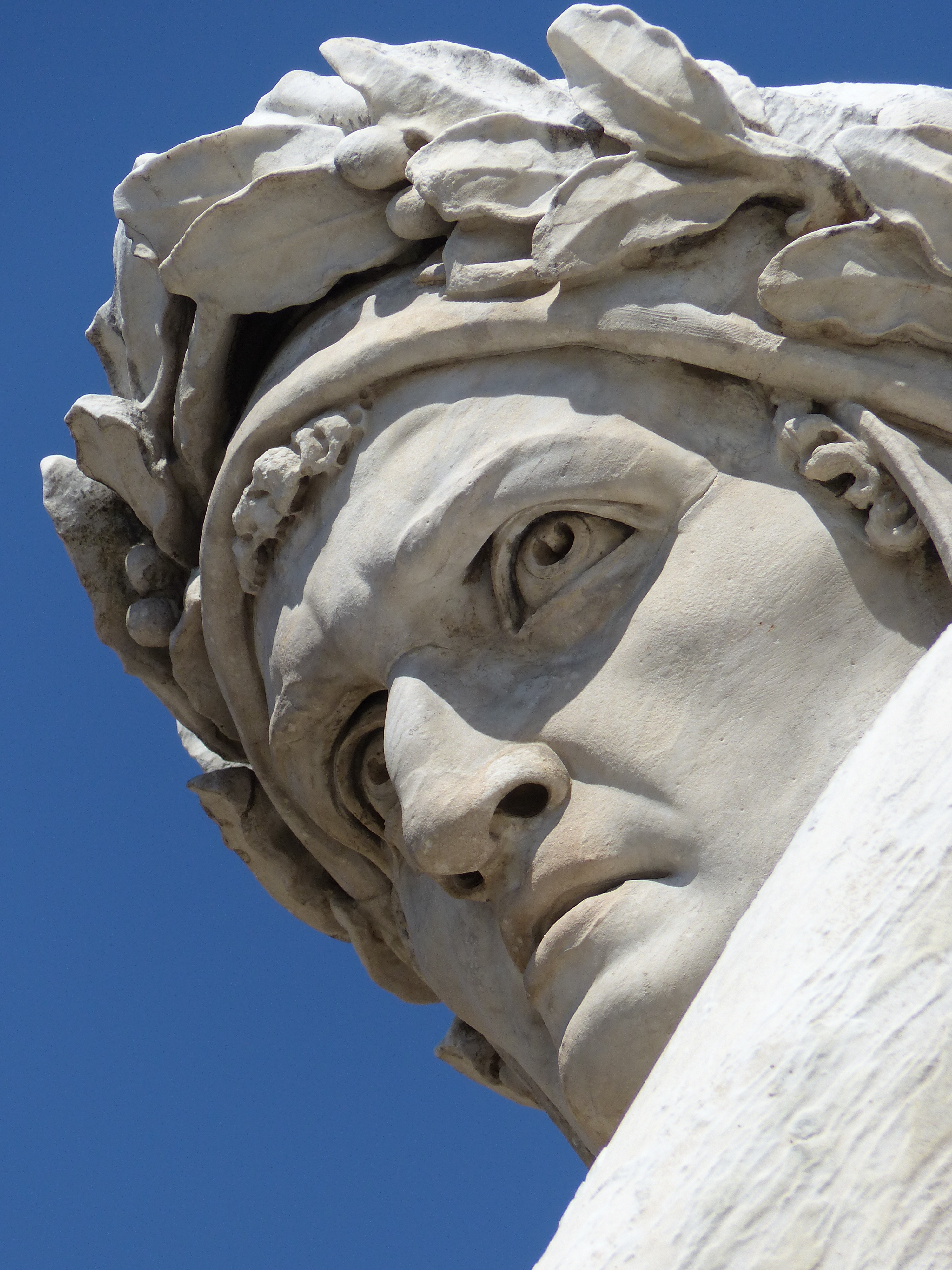
Dettaglio

Nel 1966, in occasione dell'alluvione del 4 novembre, il monumento subì vari guasti e l'amministrazione comunale procedette decisamente alla sua rimozione (28 maggio 1968) trasferendo provvisoriamente gli elementi nel giardino del vicino Bardi Serzelli, annunciandone parallelamente sia il restauro sia la sua nuova collocazione in angolo alla facciata della chiesa, dove tuttora si trova. 
A fronte di tale scelta nel 1969 si costituì un comitato internazionale per la ricollocazione del monumento "dove era e come era", variamente sostenuto dalla stampa e dall'opinione pubblica. Nonostante l'acceso dibattito, in parte sollevato dagli stessi frati francescani contrari alla nuova sistemazione, la scultura fu in effetti rimontata dove ora si trova nel 1971. 
Lo spostamento, tuttavia, consentì di tornare a utilizzare la piazza per il tradizionale calcio in costume e di avviare un processo di riqualificazione di tutto lo spazio. In particolare fu eliminato il parcheggio, in modo da recuperare la piazza come luogo d'incontri sociali e manifestazioni pubbliche. 
Nel 2011 la statua di Dante Alighieri è stata oggetto di un ulteriore restauro (operatore Ram, Restauri Artistici Monumentali, direzione dei lavori Marzia Cantini) attuato nell'ambito del progetto "I luoghi della Memoria", promosso dalla presidenza del consiglio dei ministri nell'ambito delle manifestazioni per i 150 anni dell'Unità d'Italia.

## Descrizione
La scultura, in marmo bianco di Carrara, raffigura Dante Alighieri eretto e dall'espressione severa, il capo incoronato d'alloro, mentre sorregge con la mano destra la Divina Commedia e ha vicino un'aquila con le ali semichiuse. 
Il basamento, con riquadri in marmo rosso di Verona e una iscrizione dedicatoria datata 1865, presenta agli angoli quattro marzocchi che reggono con la zampa scudi sui quali sono incisi i titoli della altre opere del Poeta. 
Lo zoccolo, in bardiglio, è circondato da bassorilievi rappresentanti gli stemmi di quaranta città. 
| A DANTE ALIGHIERI L'ITALIA M·DCCC·LXV |

## Bibliografia

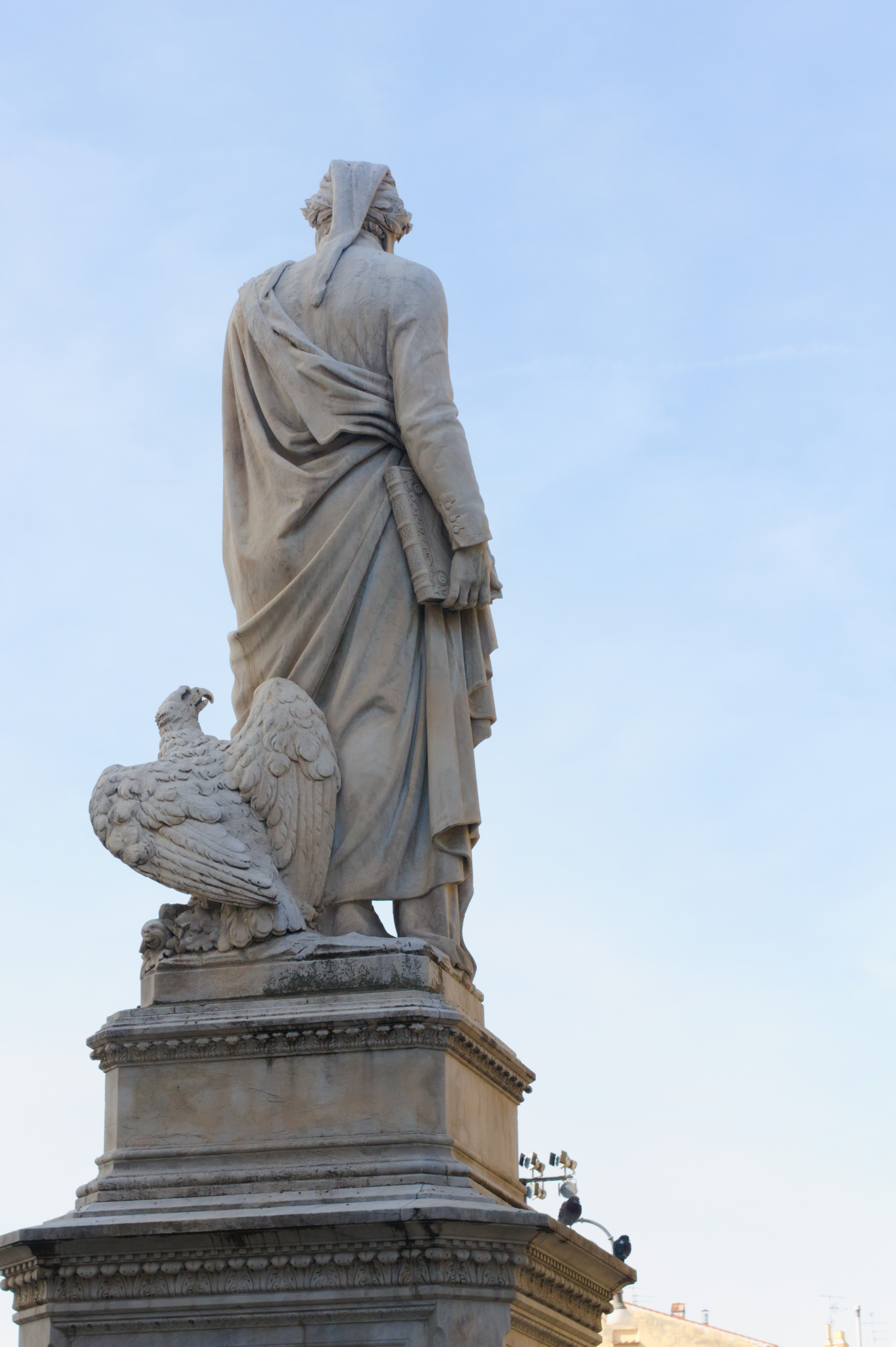
Veduta posteriore

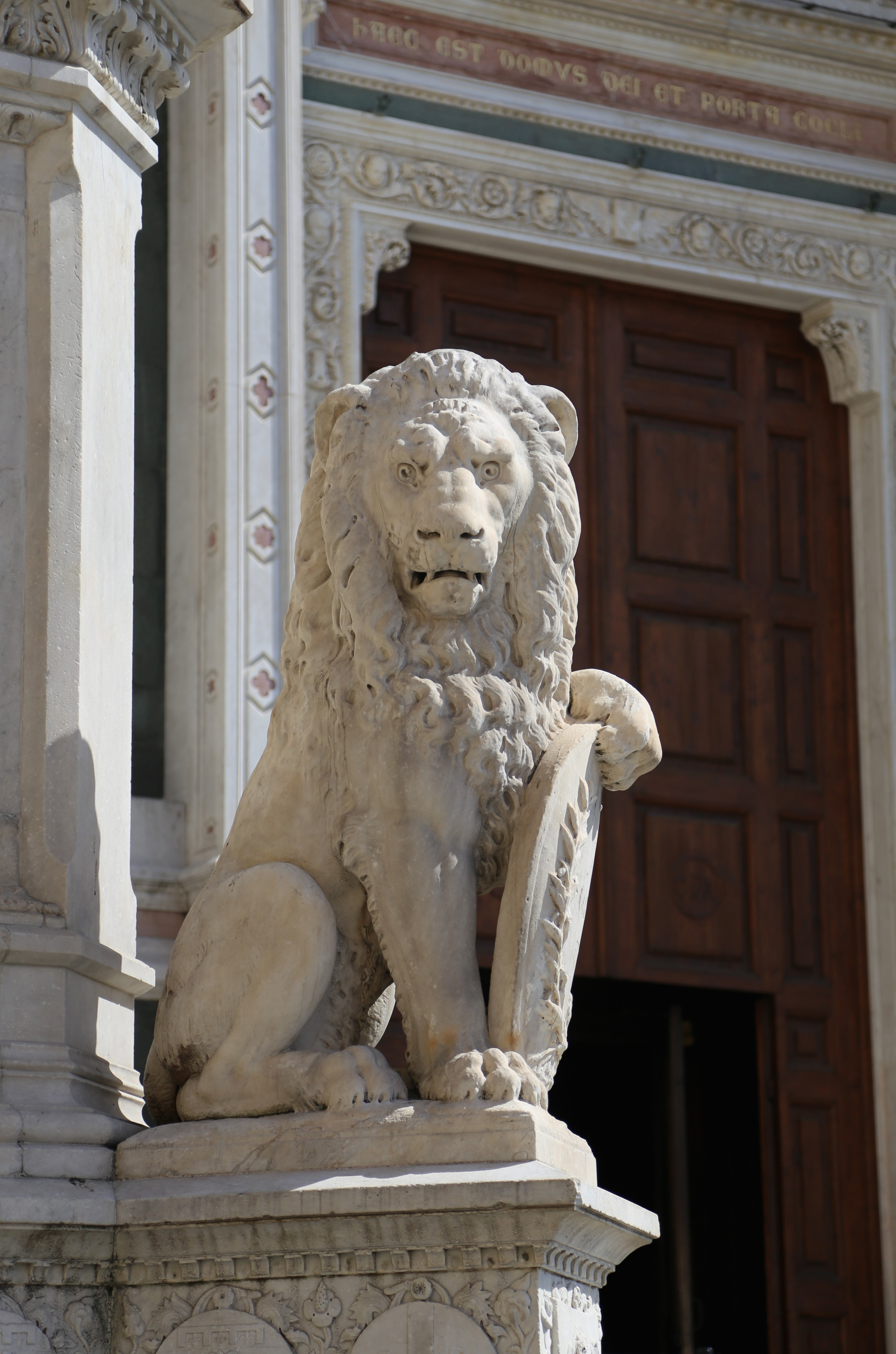
Uno dei marzocchi